# 뢴트게늄
뢴트게늄(←영어: roentgenium 런트제니움[*], 독일어: Roentgenium 뢴트게니움[*])은 화학 원소로 기호는 Rg(←라틴어: rœntgenium 로인트게니움[*]), 원자 번호는 111이다. 11족인 인공 원소로, 반감기가 가장 긴 동위 원소는 원자량이 280이고, 반감기는 3.6초이다. 질량은 280.154u이다.

## 역사
뢴트게늄은 다름슈타트의 중이온 연구소(GSI:Gesellschaft für Schwerionenforschung)에서 Peter Armbruster와 Gottfried Münzenber의 공동 연구로 독일에서 1994년 12월 8일 발견되었다. 선형 가속기에서 니켈-64와 비스무트-209와 섞여있는 상태로 272Rg 원자 세개가 발견되었다.(비스무트 타겟에 니켈을 충돌시켰다.):
{\displaystyle \,_{83}^{209}\mathrm {Bi} +\,_{28}^{64}\mathrm {Ni} \,\to \,_{111}^{272}\mathrm {Rg} +\;_{0}^{1}\mathrm {n} \;}
뢴트게늄이라는 이름은 2004년 11월 1일 빌헬름 콘라트 뢴트겐을 기리기 위해 채택되었다. 공식 명명식은 2006년 11월 17일 금요일 GSI에서 열렸다.

## 동위 원소
뢴트게늄의 동위 원소는 일곱 가지가 알려져 있다. 가장 안정적인 원소는 280Rg으로, 알파 붕괴하며 3.6초의 반감기를 가진다. 가장 짧은 수명을 가진 동위 원소는 272Rg으로, 알파 붕괴하며 반감기는 1.5 밀리초이다. 또 다른 동위 원소로 279Rg은 알파 붕괴하고 170 밀리초의 반감기를 가진다.

## 화학적 성질
상대론적 양자화학에 의해 다른 11족 원소와 다르게 d9s2의 전자배치를 가진다.

## 같이 보기
- 안정성의 섬